# Kremsvidéki járás
A Krems-Land járás Ausztriában, Alsó-Ausztria tartományban található. Kremsvidéki járás Tullni, Sankt Pölten-Land, Zwettli, Krems an der Donau, Melki, Horni és Hollabrunni járásokkal határos. Lakosainak száma 56 596 fő (2019. január 1.).

## A járáshoz tartozó települések
- Aggsbach
- Albrechtsberg an der Großen Krems
- Bergern im Dunkelsteinerwald
- Droß
- Dürnstein
- Furth bei Göttweig
- Gedersdorf
- Gföhl
- Grafenegg
- Hadersdorf-Kammern
- Jaidhof
- Krumau am Kamp
- Langenlois
- Lengenfeld
- Lichtenau im Waldviertel
- Maria Laach am Jauerling
- Mautern an der Donau
- Mühldorf
- Paudorf
- Rastenfeld
- Rohrendorf bei Krems
- Rossatz-Arnsdorf
- Schönberg am Kamp
- Senftenberg
- Spitz
- Sankt Leonhard am Hornerwald
- Straß im Straßertale
- Stratzing
- Weinzierl am Walde
- Weißenkirchen in der Wachau